# Покрытие головы в христианстве

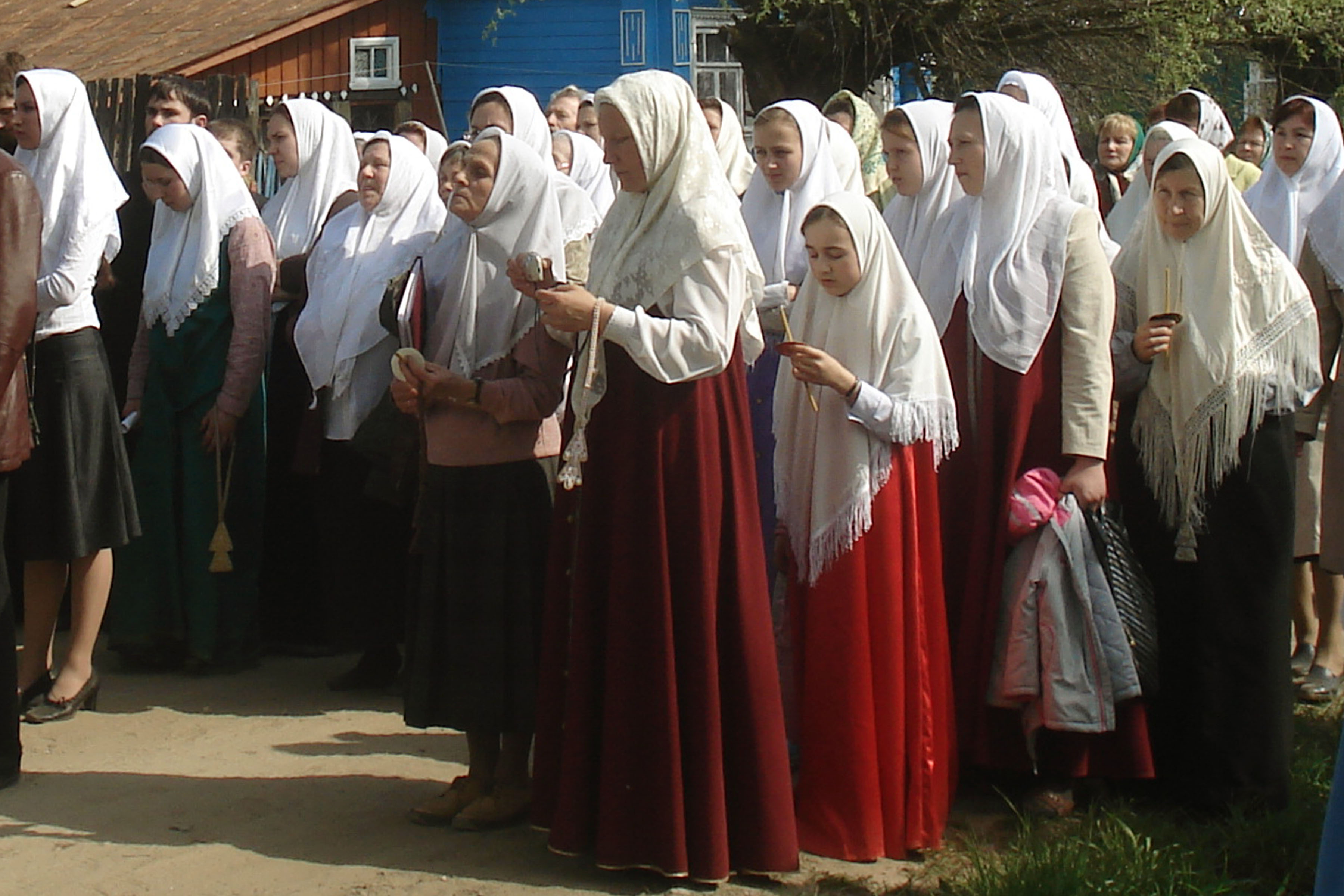
Русские староверки во время пасхального хода в деревне Елизарово, Орехово-Зуевского района Московской области 2 мая 2008

Покрытие головы в христианстве — библейская, историческая и современная практика покрытия головы женщинами различных христианских вероисповеданий. Христианки, которые придерживаются православного, католического, англиканского, лютеранского, кальвинистского и методистского вероучений, носят головной платок во время богослужения (хотя некоторые женщины, принадлежащие к этим традициям, также могут носить его вне церкви), тогда как другие, особенно христиане, относящиеся к анабаптистскиому вероучению, считают, что женщины должны носить головное покрывало постоянно. Постановление о покрытии головы христианками для «молитвы и пророчества» «для ангелов» является знаком «власти мужчины над женщиной», утверждённое словами апостола Павла в 1Кор. 11:2—6. Практика женского головного платка для скромности заверена устной традицией. В 11:13—16 в качестве аргумента для молитвенного покрытия головы апостол Павел указал на то, что природа учит женщин иметь длинные волосы (а мужчин наоборот стричь волосы). Большинство библейских исследователей считали, что «стихи 4—7 касаются буквального покрывала или покрывала из ткани» для «молитвы и пророчества», а стих 15 — про длинные волосы женщины для скромности. На Западе, несмотря на то, что головное покрывало практиковалось многими христианками в античности, Средневековья и Нового времени, в современности, среди многочисленных исповеданий это правило игнорируется, или считается необязательным. Хотя анабаптистские вероисповедания радикальной реформации продолжают исполнять постановление апостола Павла. Молитвенное покрытие головы продолжает оставаться обязательным правилом в традиционных церквях России, Индии, Южной Кореи, Пакистана, Румынии, Украины, Эфиопии и в других частей мира. Стиль христианского женского головного платка зависит от региона.

## История

### Ранняя Церковь
Христианское головное покрывало широко применялось женщинами ранней Церкви и это засвидетельствовано многочисленными писателями в течение первых столетий христианства. Климент Александрийский (150—215), ранний богослов, писал: «Женщина и мужчина должны ходить в собрание прилично одетыми … ведь это желанием Слова, поскольку принято для неё молиться покрытой». Климент Александрийский писал о покрывале: «Также было завещано, чтобы голова была покрыта, а лицо закрыто, потому, что красота есть для людей ловушкой. Также не годится женщине стремиться сделать себя заметною, используя фиолетовое покрывало». Раннехристианский писатель Тертуллиан (150—220) объяснял, что Коринфская церковь продолжает практиковать покрытия головы после 150 лет после написания апостолом Павлом Первого послания к Коринфянам. Он засвидетельствовал: «Так же и коринфяне понимали [Павла]. На самом деле и по сей день коринфяне покрывают своих девиц. То, что учили апостолы, то одобряют их ученики». Другой учитель, Ипполит Римский (170—236), давая указания о церковных собраниях, сказал: «…Пусть все женщины имеют головы, покрытые непрозрачной тканью…», «ранняя церковная история свидетельствует, что в Риме, Антиохии и Африке обычай [носить покрывало] стало нормой [Церкви]». Ориген Александрийский (ок. 184 — ок. 253) писал: «Есть ангелы среди нашего собрания… мы здесь двойное собрание, одно из людей, другое из ангелов… А поскольку присутствуют ангелы… женщинам, когда они молятся, предписывают накрывать голову из-за этих ангелов. Они помогают святым и радуются в Церкви». Во второй половине III века женщины, которые молятся с покрытыми головами, упоминаются как церковная практика святым Викторином Петавским в комментарии на Апокалипсис Иоанна Богослова.
Позже, в IV веке, константинопольский патриарх Иоанн Златоуст (347—407) заявил: «…Дело в отношении того, нужно накрывать голову, была законодательно закреплена природой (см. 11:14, 15). Когда я говорю „природа“, я имею в виду „Бог“. Ведь именно он создал природу. Итак, заметьте, какой большой вред от отбрасывания этих границ! И не говорите мне, что это малый грех». Иероним Стридонский (347—420) отметил, что шляпа на волосы и молитвенный платок носят христианки в Египте и Сирии: «Не ходят с непокрытыми головами наперекор приказам апостола, потому что они носят плотно прилегающую шляпу и покрывала». Аврелий Августин (354—430) писал о головном покрывале: «Даже у замужних дам не должно открывать волосы, поскольку апостол предписывает женщинам держать голову покрытой». Раннехристианское искусство также подтверждает, что в этот период женщины носили головные уборы.

### Средневековье и новое время
По крайней мере до XVIII века ношение головного покрывала считалось привычным для христианок в средиземноморской, европейской, ближневосточной и африканской культурах как на людях, так и в собрании. Женщина, которая не покрывала голову, трактовалась как «проститутка или прелюбодейка». В Европе закон предусматривал, что публичное открытие женщинами своих волос было свидетельством их супружеской неверности.

## Современная практика

### Стили
| регион                                              | Головной убор, как христианское покрывало головы                                        | изображение                                |
| --------------------------------------------------- | --------------------------------------------------------------------------------------- | ------------------------------------------ |
| Испания, Латинская Америка                          | Мантилья                                                                                |                                            |
| Украина, Молдова, Румыния, Восточная Европа, Россия | чепец, чепец, капюшон, капор, керпа                                                     | Крестьянская женщина. 1843. Тарас Шевченко |
| Украина, Молдова, Румыния, Восточная Европа, Россия | платок                                                                                  |                                            |
| Индия, Пакистан                                     | дупатта                                                                                 |                                            |
| Соединенные Штаты Америки                           | Бонне (среди многих анабаптистов и консервативных квакеров), широкие шляпы (на юге США) |                                            |

### Традиция

#### Восточное христианство
Некоторые (Православная, Восточно-католическая, Древневосточно-православная) церкви требуют, чтобы женщины прикрывали головы, находясь в церкви; примером такой практики является Русская православная церковь. В Албанской православной церкви христианки часто носят белые вуали с открытием для глаз; более того, в ней на церковных службах женщины сидят отдельно от мужчин за решётчатыми перегородками.
Женщины из старообрядцев носят непрозрачное покрывало на голове, а замужние староверки — повойник.
В других случаях выбор может быть индивидуальным или различаться в пределах страны или юрисдикции. Среди православных женщин в Греческом православии практика ношения головного убора в церкви постепенно пришла в упадок в течение ХХ столетия. В США обычай может отличаться в зависимости от конфессии, общины и происхождения этой общины. Католики в Южной Корее покрывают голову.
Православное духовенство всех уровней имеет головное покрывало, иногда с вуалью у монахинь или безбрачных, которые надеваются или снимаются в определённых моментах службы.
Православные монахини носят головное покрывало (апостольник) постоянно, и является единственной частью монашеской привычки, что отличает их от православных мужчин-монахов.
Коптская церковь
Коптки исторически закрывали голову и лицо на публике и в присутствии мужчин. В XIX веке городские христианки и мусульманки высшего класса Египта носили одежду, включавшую головное покрывало и бурку (муслиновое полотно, которое закрывало нос и рот). Название этой одежды (harabah) происходит от раннехристианской и иудаистской религиозной лексики, что может указывать на происхождение самой одежды. Незамужние женщины обычно носили белые покрывала, тогда как замужние — чёрные. Практика начала приходить в упадок в начале XX века.

#### Западное христианство
В Западной Европе и Северной Америке в начале XX века женщины в некоторых основных христианских конфессиях носили головные покрывала во время церковной службы. К ним принадлежали многие англиканские, баптистские, католические, лютеранские, методистские, пресвитерианские и другие церкви.
Латинская церковь единогласно держалась женского головного покрывала до нового Кодекса канонического права 1983 года. Исторически сложилось так, что католички должны были покрывать вуалью голову для участия в причастии по решению соборов в Автуни и Анже. Подобным образом, в 585 году синод Осеру (Франция) заявил, что католички должны носить головной убор во время мессы. Синод Рима в 743 году заявил, что «женщина, которая молится в церкви с непокрытой головой, приносит стыд на свою голову, по слову апостола» — позиция, которую впоследствии поддержал Папа Николай I в 866 году, по отношению к церковным службам. В Средние века Фома Аквинский (1225—1274) сказал, что «мужчина, существует под Богом, не должен иметь покрывала, чтобы показать, что он непосредственно подчинён Богу; но женщина должна носить покрывало, чтобы показать, что кроме Бога она естественно подчинена другому». В Кодексе канонического права 1917 требуется, чтобы женщины покрывали голову в церкви, в нём говорилось «однако женщины должны иметь прикрытую голову и быть скромно одетыми, особенно когда они приближаются к Господнему столу».
Мартин Лютер, протестантский реформатор, призвал жён носить покрывало на общественных богослужениях. Общие рубрики Евангельской лютеранской синодических конференции Северной Америки, содержащиеся в «Лютеранской литургии», в разделе «Головные уборы для женщин» утверждают «это похвальный обычай, основанный на заповеди Библии (11:3—15), чтобы женщины носили соответствующее покрывало для головы в церкви, особенно во время богослужения».
Жан Кальвин, основатель реформатских церквей, и Джон Нокс, основатель Пресвитерианской церкви, призвали женщин носить покрывала для головы во время общественного поклонения. Основатель методизма Джон Уэсли считал, что женщина «особенно на религиозных собраниях должна оставить на себе покрывало».
В странах Восточной Европы и Индийского субконтинента почти все христианки на церковных службах носят покрывала для головы. В Великобритании женщины часто носят христианские головные уборы на официальных религиозных службах, таких как церковные венчания. В богослужении, в некоторых частях западного мира, многие женщины стали носить чепчики, а позже стали преобладать шляпки. Однако в конечном счёте, в Северной Америке и некоторых частях Западной Европы, эта практика начала приходить в упадок с некоторыми исключениями, включая христиан, которые носят простую одежду, такие как консервативные квакеры и большинство анабаптистов (в том числе меннониты, гуттериты, старонемецкие баптистские братья, апостольские христиане и амиши). Моравские женщины, особенно служанки, носят кружевное покрытие головы, которое называется «гаубе». Католики-традиционалисты, а также много консервативных христиан святости, практикующих доктрину внешней святости, также практикуют покрытия головы, кроме Лаестадской лютеранской церкви, Плимутского братства, а также более консервативных пресвитериан Шотландии и Ирландии и Голландской реформатской церкви. Некоторые верующие женщины в церквах Христа тоже покрываются. Пятидесятнические церкви, такие как Церковь Господа нашего Иисуса Христа апостольской веры, цейлонская Пятидесятническая миссия, Христианская конгрегация и индийская Ассамблея церкви верующих, также придерживается покрывала для женщин.
Монахини римо-католических, лютеранских и англиканских церквей часто носят покрывало.

## Библейская основа

### Ветхий Завет
Отрывки свидетельствуют, что женщины носили головное покрывало с Ветхого Завета:
- О невесте Исаака Ревекке — «И сказала рабу: кто этот человек, который идет по полю навстречу нам? Раб сказал: это господин мой. И она взяла покрывало и покрылась» (Быт. 24:65)
- Испытания неверности жены — «и поставит священник жену пред лицо Господне, и обнажит голову жены, и даст ей в руки приношение воспоминания, — это приношение ревнования, в руке же у священника будет горькая вода, наводящая проклятие» (Чис. 5:18)
- «Сойди и сядь на прах, девица, дочь Вавилона; сиди на земле: престола нет, дочь Халдеев, и вперед не будут называть тебя нежною и роскошною. Возьми жернова и мели муку; сними покрывало твое, подбери подол, открой голени, переходи через реки: откроется нагота твоя, и даже виден будет стыд твой. Совершу мщение и не пощажу никого. Искупитель наш — Господь Саваоф имя Ему, Святый Израилев» (Исаия. 47:1—4)

### Новый Завет
1Кор. 11:2—16 содержит единственный отрывок в Новом Завете, который говорит о головном покрывале для женщин (и непокрытии головы мужчинами).
Павел вводит этот отрывок, хвалит коринфских христиан за память «предания», которое он им передал (ст 2).
Затем Павел объясняет христианское использования покрывал для головы, используя темы главенствования, славы, ангелов, природной длины волос и практики церквей. То, что он конкретно сказал о каждой из этих тем, привело к разногласиям в толковании (и практике) среди комментаторов Библии и христианских собраний.

#### Соответствующий текст
Хвалю вас, братия, что вы всё моё помните и держите предания так, как я передал вам. Хочу также, чтобы вы знали, что всякому мужу глава — Христос, жене глава — муж, а Христу глава — Бог. Всякий муж, молящийся или пророчествующий с покрытою головою, постыжает свою голову. И всякая жена, молящаяся или пророчествующая с открытою головою, постыжает свою голову, ибо это то же как если бы она была обритая. Ибо если жена не хочет покрываться, то пусть и стрижется; а если жене стыдно быть остриженной или обритой, пусть покрывается.
Итак муж не должен покрывать голову, потому что он есть образ и слава Божия; а жена есть слава мужа. Ибо не муж от жены, но жена от мужа; и не муж создан для жены, но жена для мужа. Посему жена и должна иметь на голове своей знак власти над нею, для ангелов. Впрочем ни муж без жены, ни жена без мужа, в Господе. Ибо как жена от мужа, так и муж через жену; все же — от Бога. Рассудите сами, прилично ли жене молиться Богу с непокрытою головою? Не сама ли природа учит вас, что если муж растит волосы, то это бесчестье для него, но если жена растит волосы, для неё это честь, так как волосы даны ей вместо покрывала?
А если бы кто захотел спорить, то мы не имеем такого обычая, ни церкви Божии (1Кор. 11:2—16).
Часто богословы сочетают это с 1Фес. 5:16—22 («Всегда радуйтесь. Непрестанно молитесь. За все благодарите: ибо такова о вас воля Божия во Христе Иисусе. Духа не угашайте. Пророчества не уничижайте. Все испытывайте хорошего держитесь. Удерживайтесь от всякого рода зла») и держатся того, что христианки должны носить головное покрывало постоянно, поскольку должны непрестанно молиться.
Это также иногда интерпретируется в сочетании со скромностью в одежде (1Тим. 2:9, 10 «чтобы также и жены, в приличном одеянии, со стыдливостью и целомудрием, украшали себя не плетением волос, не золотом, не жемчугом, не многоценною одеждою, но добрыми делами, как прилично женам, посвящающим себя благочестию»).

### Вопросы трактования
Есть несколько ключевых разделов 1Кор. 11:2—16, по которым библейские комментаторы и христианские собрания придерживаются разных мнений, что привело к разнообразию практик в использованию покрывал:
- Половое главенство: Павел связывает использование (или неиспользование) покрывал по библейскому отличию для каждого пола. В 1-е Коринфянам 11:3 Павел написал: «…всякому мужу глава — Христос, жене глава — муж…». Он сразу продолжает учение о половом (гендерном) использовании покрывал: «Всякий муж, молящийся или пророчествующий с покрытою головою, постыжает свою голову. И всякая жена, молящаяся или пророчествующая с открытою головою, постыжает свою голову, ибо это то же как если бы она была обритая».
- Слава и поклонение: Далее Павел объясняет, что использование (или неиспользование) покрывала связано с Божьей славой во время молитвы и пророчества. В 1-м Коринфянам 11:7 он утверждает, что мужчина является «образом и славой Божьей», и по этой причине «не должен покрывать голову». В этом же стихе Павел также утверждает, что женщина является «славой мужа». Он объясняет это утверждение следующих двух стихах ссылкой на творение женщины в книге Бытия 2:18, а затем делает вывод: «Посему жена и должна иметь на голове своей знак власти над нею…» (стих 10). Иными словами, «слава Божья» (мужчина) должна быть раскрыта во время поклонения, тогда как «слава мужа» (женщина) должна быть покрыта.
- Ангелы: В 1 Коринфянам 11:16 Павел говорит: «Посему жена и должна иметь на голове своей знак власти над нею, для ангелов». Многие толкователи признают, что Павел не достаточно точно объясняет роль ангелов в этом контексте. Некоторые популярные интерпретации этого отрывка:
  - 1) Призыв не обижать ангелов, не подчиняясь указаниям Павла,
  - 2) приказ точно показывать ангелам картину созданного порядка (Ефесянам 3:10; 1 Петра 1:12),
  - 3) предупреждение для нас слушаться как средство подотчетности, поскольку ангелы охраняют (1 Тимофею 5:21),
  - 4) быть подобными ангелам, которые пребывают в присутствии Бога (Исайя 6:2),
  - 5) не уподобляться падшим ангелам, которые не остались в роли, на которую Бог создал их (Иуда 6).
- Природа и длина волос: В 1 Кор. 11:13-15 Павел задает риторический вопрос о приличии покрывала, а затем сам отвечает на этот уроком из природы: «Рассудите сами, прилично ли жене молиться Богу с непокрытою головою? Не сама ли природа учит вас, что если муж растит волосы, то это бесчестье для него, но если жена растит волосы, для нее это честь, так как волосы даны ей вместо покрывала?». В этом отрывке Павел указывает на то, что, поскольку женщина, естественно, «покрывает» голову длинными волосами, она также должна покрывать ее тканевым покровом во время молитвы или пророчества. Существует другое толкование, что видит утверждение — «волосы даны ей вместо покрывала» как указание на то, что все случаи покрытия головы в этой главе касаются только «покрытия» длинными волосами. Хотя греческое слово περιβόλαιον, употреблённое для волосяного покрывала, отличается от другого греческого слова κατακαλύπτω, использованное много раз в этой главе для необходимости молитвенного покрывала.
- Церковная практика: В 1 Кор. 11:16 Павел ответил любым читателям, которые могут не согласиться с его учением об использовании покрывала, «…если бы кто захотел спорить, то мы не имеем такого обычая, ни церкви Божии». Это может свидетельствовать о том, что покрытие головы считалось стандартной, универсальной христианской символической практикой (а не местным культурным обычаем для коринфян). Иными словами, хотя христианские церкви были разбросаны географически и существовали в различных культурах, все они практиковали покрытие головы для христианок.

### Выводы толкований и результаты практики
Вследствие различных проблем толкования (таких, как вышеперечисленные), комментаторы Библии и христианские собрания имеют различные выводы и практику покрытию головы. Одной из основных дискуссий является вопрос, касается ли призыв Павла к мужчинам открыть головы, а женщинам — покрыть головы, соблюдения христианами вне Коринфской церкви I века. 1-е Коринфянам 11:16 указывает на известность обычая покрываться как Павлу, так и Божьим церквам и их отказ спорить, о необходимости выполнения повеления Павла.
- Часть церквей продолжает рассматривать христианское покрытие головы как практику, которую Павел назначал всем христианкам во всех местах на протяжении всех периодов истории, и поэтому они продолжают практику покрытия в своём собрании. Они основывают своё толкование на назначенном Богом порядке председательства (Бог-Христос-мужчина-женщина)[61]
- Другим толкованием является то, что повеления Павла относительно покрытия головы были культурным заданием, касающийся только Коринфской церкви первого столетия. Часто толкователи утверждают, что Павел просто пытался создать разницу между непокрытыми коринфскими проститутками и благочестивыми коринфскими христианками.
- Некоторые христиане считают, что Павел заявил, что длинные волосы являются покрывалом, когда речь идет об умеренности (1-е Коринфянам 11:14—15)[62]. Феминисткий богослов Катарина Бушнелл отвергает намерение апостола Павла повелевать женщинам покрывать волосы тканевым покрытием для скромности (целомудрия).

Большинство библейских исследователей считали, что «стихи 4—7 касаются буквальной завесы или покрова из ткани» для «молитвы и пророчества», а стих 15 — про длинные волосы женщины для скромности.

## Фотогалерея

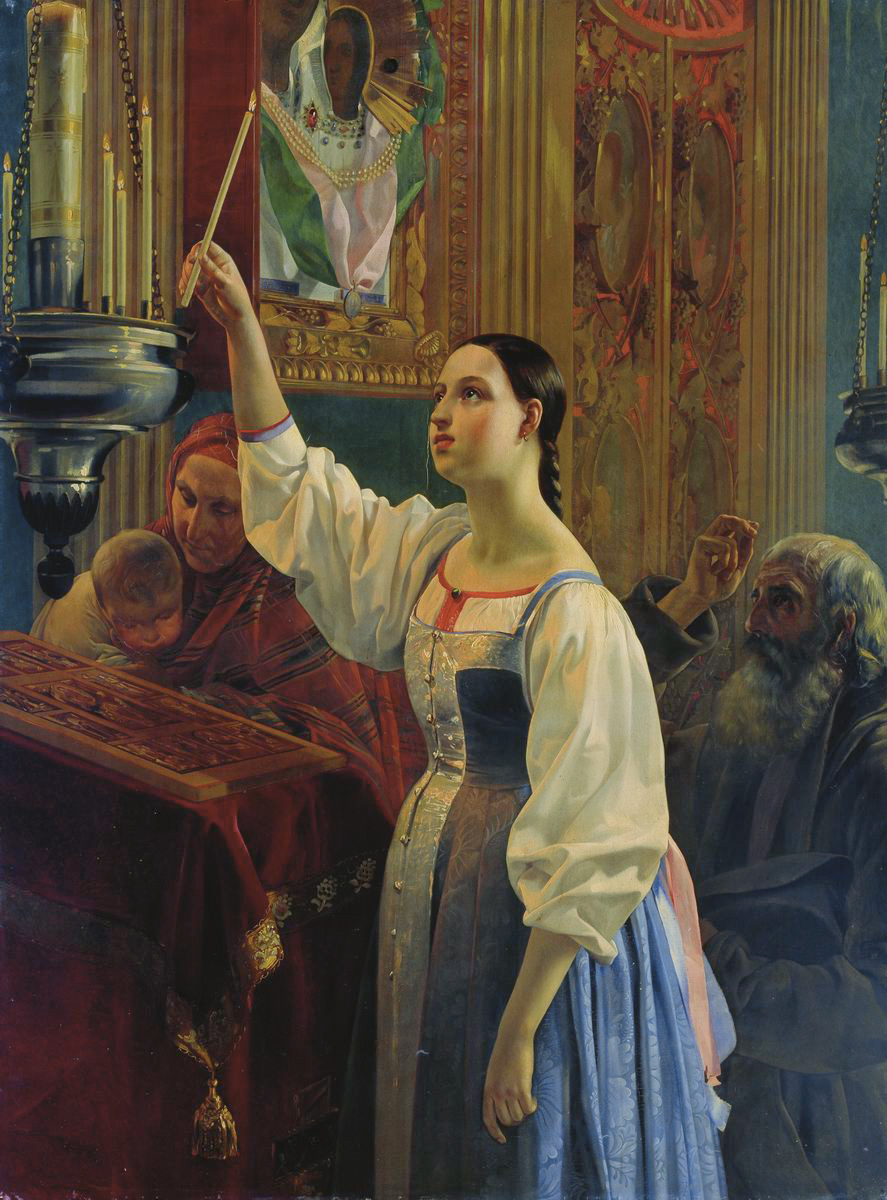
«Девушка, ставящая свечу перед образом». Григорий Михайлов, 1842. Девушка в церкви без платка — норма
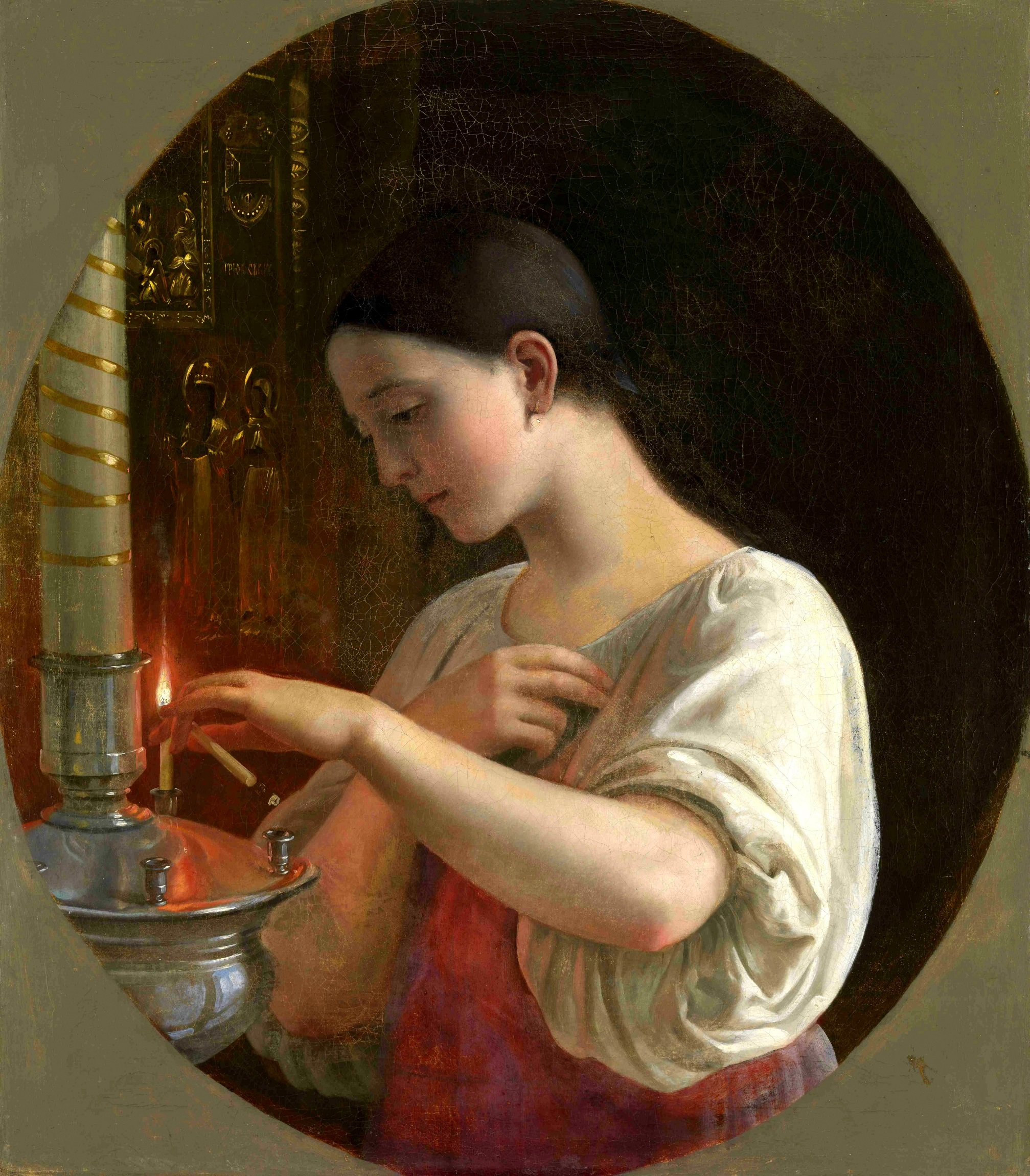
Незамужняя девушка ставит свечу в храме. Сергей Грибков, 1860. Девушка в церкви без платка — норма
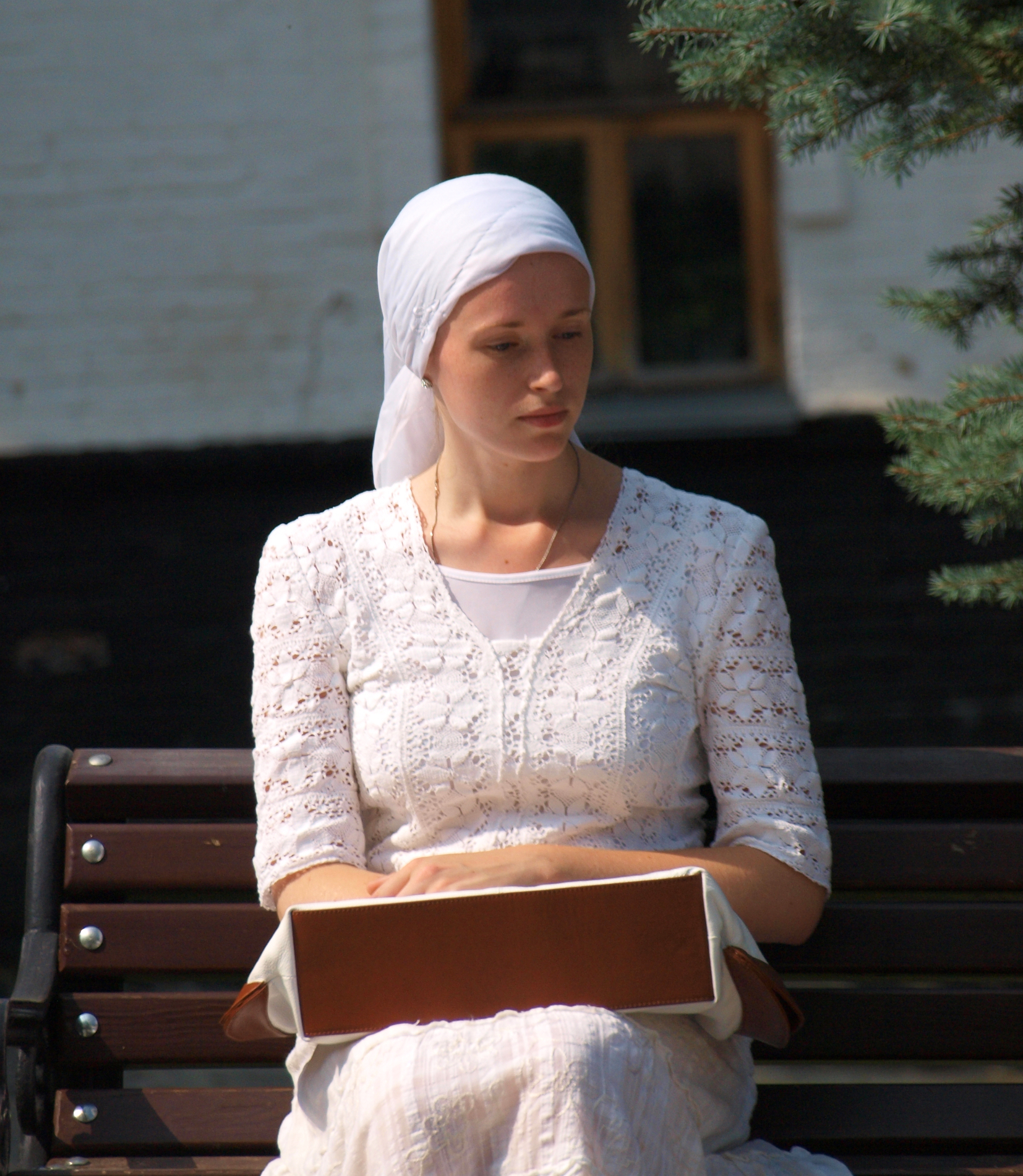
Украинская православная христианка в Киево-Печерской лавре. Верующие женщины должны покрывать голову платком, входя в храм или монастырь
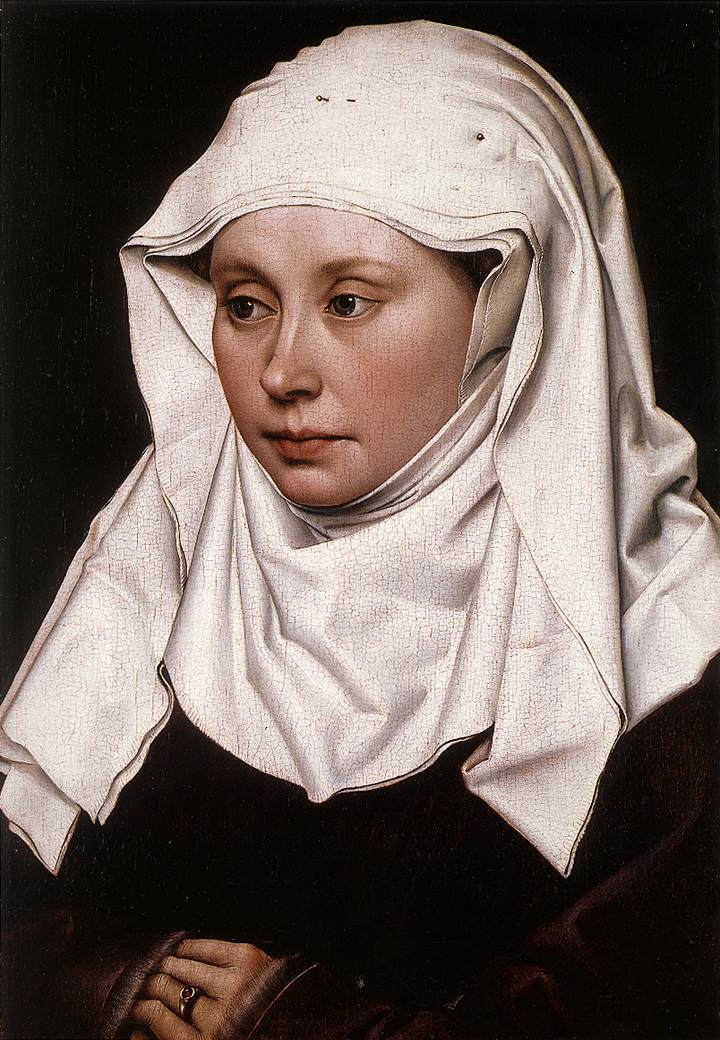
Волнистая наметка, изображённая на «Портрете женщины», около 1430—1435, Роберта Кампина (1375 / 1379—1444), Национальная галерея, Лондон. Ткань четырёхслойная, а шпильки, удерживающие её на месте, видно в верхней части головы
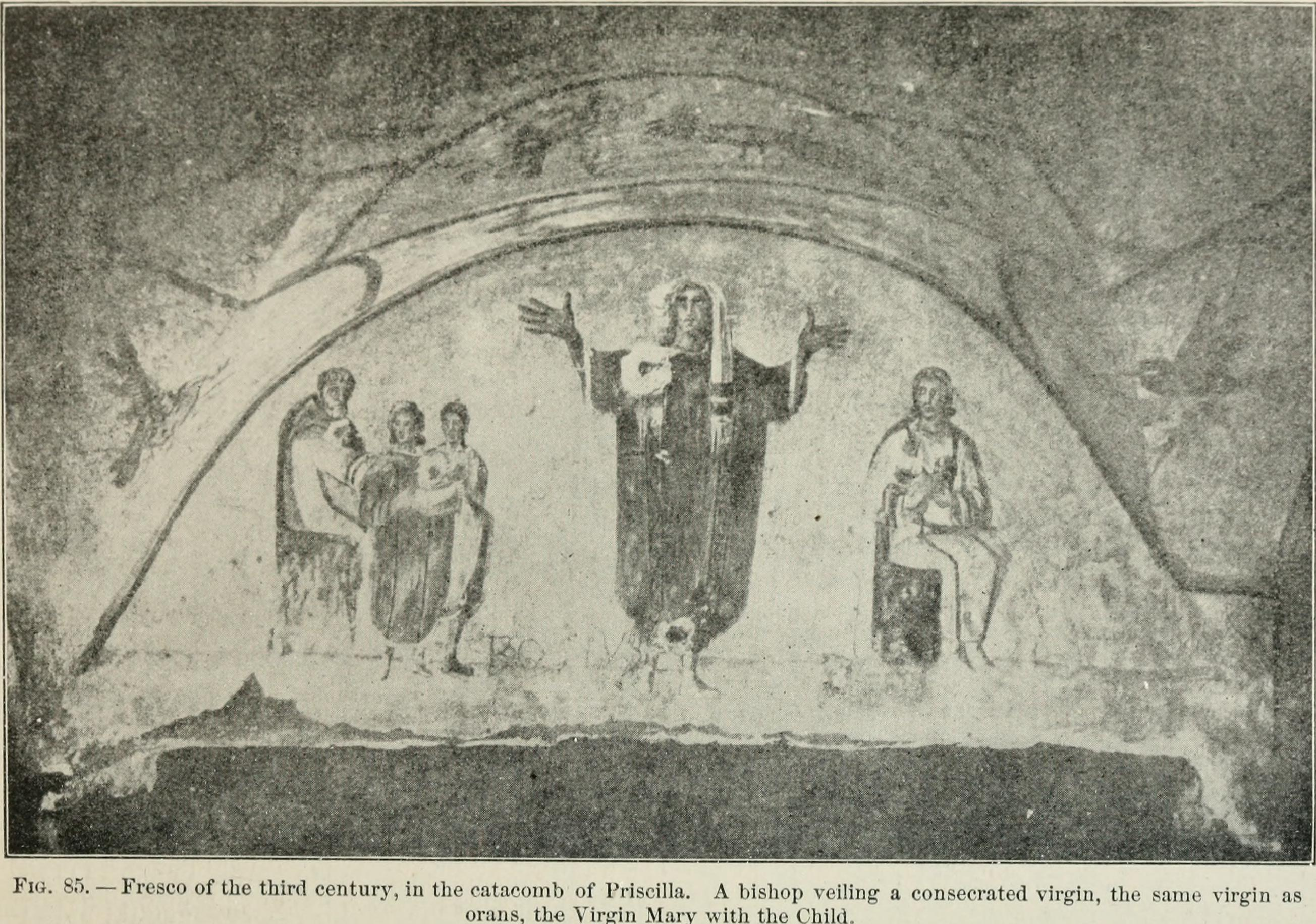
Фреска покрытой христианки, 3 столетие
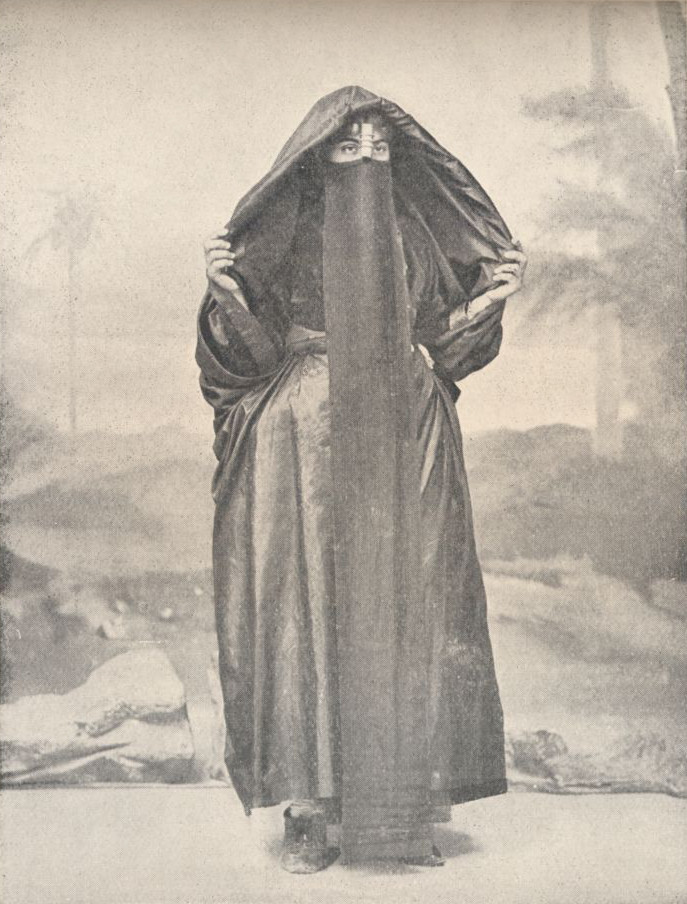
Коптская православная христианка в головном покрытии и харабаси (1918)
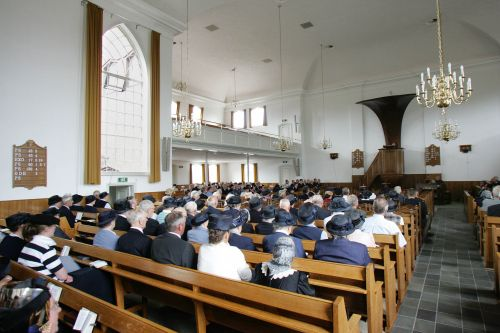
Покрытие головы в Восстановленной реформатской церкви Дорнспейка в голландской провинции Гелдерланд
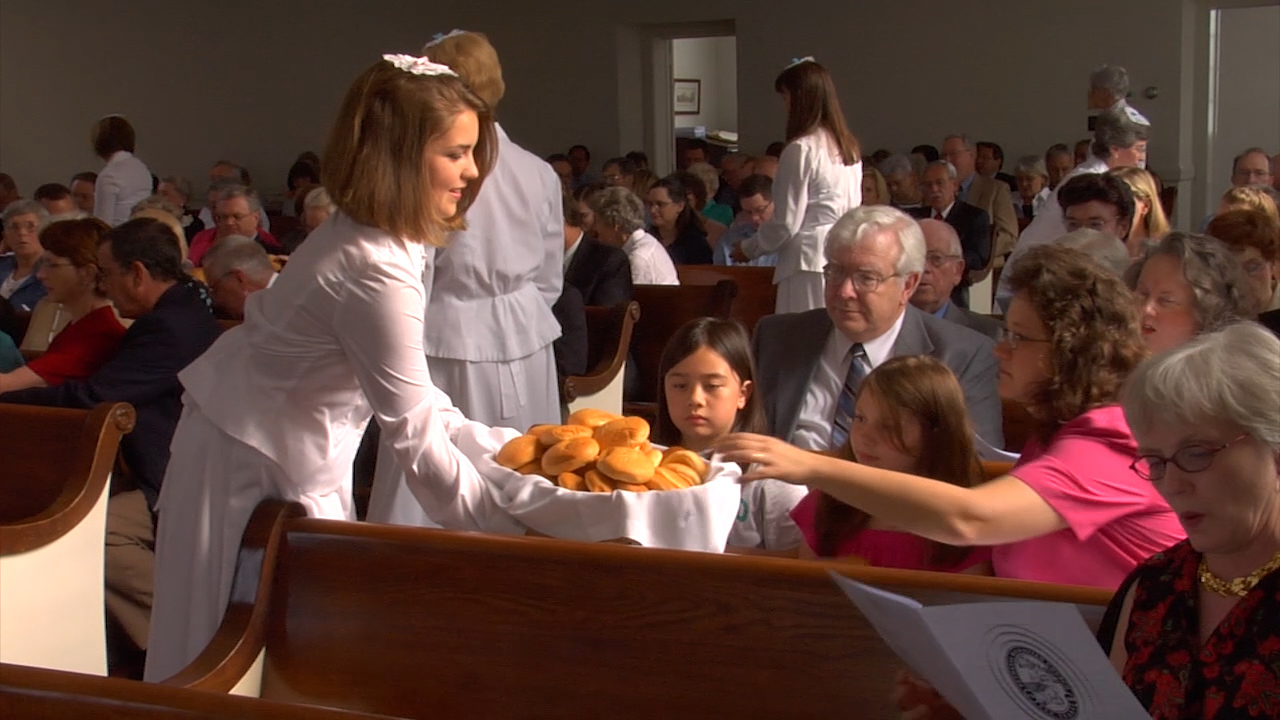
Женщины-служанки с покрытыми головами в Моравской церкви подают хлеб в своей общине на праздновании вечери любви
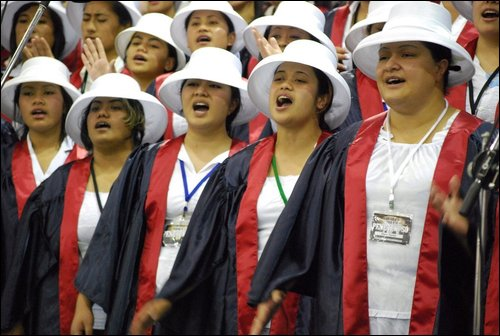
Женщин, принадлежащих к Церкви самоанских собраний Бога, во время богослужения видят в шапках
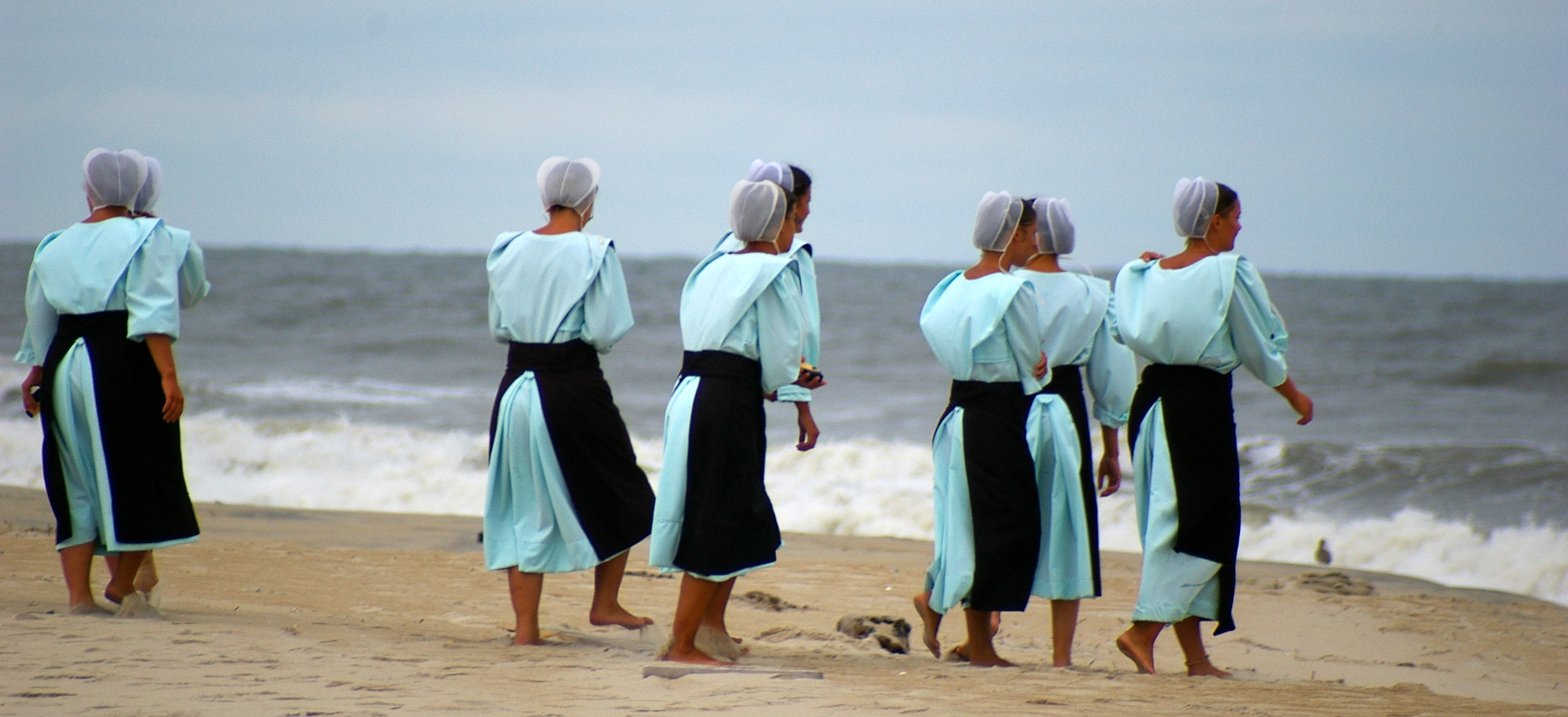
Амиши, которые носят молитвенные чепцы